# Колокола (роман)
«Колокола» — роман русского советского писателя Ивана Евдокимова, написанный им в 1925 году и впервые опубликованный в 1926 году. Рассказывает о революционных событиях 1905 года на Вологодчине. По признанию критиков, является лучшей работой автора.

## Синопсис
Роман рассказывает о революционных событиях 1905 года в вымышленном захолустном городе Русского Севера, в котором угадывается Вологда, наделённая мощью и пространством Москвы и Петербурга. Автор описывает быт разных слоёв общества: рабочих, крестьян, мещан и дворян, — рассказывает о подпольщиках и их деятельности. Постепенно нарастает накал страстей: бунтуют деревни, бастуют и выходят на демонстрации рабочие, лютуют жандармы. Кульминацией романа становится декабрьское восстание, обречённое на поражение.

### Персонажи
Основным действующим лицом романа является Егор Яблоков. Однако он теряет роль главного героя в эпическом масштабе произведения. Помимо него в романе насчитывается более полусотни персонажей, наделённых яркими качествами, частично позаимствованными у реальных прототипов. Евдокимов показывает все стороны жизни, выводя образы буяна и пьяницы Просвирина, горничной Пелагеи, городового Мушки, ротмистра Пышкина, генеральши Наседкиной, провокатора Клёнина и сторонящегося революции кладбищенского сторожа Никиты, который, тем не менее укрывает у себя подпольщиков: Яблокова, Савву и их лидера — товарища Ивана (интересно, что под этим псевдонимом Евдокимов сам участвовал в подпольной организации).
Ещё одним необычным персонажем, по утверждению автора и по признанию читателей и критиков, в романе выступает озеро Чарым, которое, как живое, реагирует на происходящие вокруг него события.

## История создания
Евдокимов поздно обратился к художественной литературе, и роман «Колокола» стал его первым крупным произведением. Он задумал его в апреле 1925 года, первоначально желая создать повесть, основанную на воспоминаниях о собственной революционной юности в Вологде. Первое название произведения, «Егор Яблоков», вскоре стало слишком узким для масштабной задумки. Новый заголовок, «Пятый год», автору не понравился своей тенденциозностью, и он остановил свой выбор на названии «Колокола».
Подробный план романа сформировался к лету 1925 года, до осени написаны главы, подводящие к наиболее драматичным событиям революции, а к концу года работа была полностью закончена. Уже готовые главы Евдокимов показывает двум ближайшим ему людям: секретарю МАПП Фурманову и редактору «Красной нови» Воронскому. Оба высоко оценивают прочитанное. Впервые роман печатался в журнале «Красная новь» с февраля по июнь 1926 года.
После нескольких переизданий Евдокимов решил переработать роман. Первоначальные доработки расширили текст произведения, но после отрицательных отзывов критиков в 1930 году было выпущено второе издание книги со значительными сокращениями. Автор полностью изъял вторую часть, в остальных сократил отдельные главы, в частности те, где действовали персонажи изъятой части, отредактировал длинные диалоги.

## Отзывы и критика
Дмитрий Фурманов, один из первых читателей романа, отзывался о нём так: «Широчайшее полотно, где без героичничанья и сюсюкания даны дни 905 года». Он хотел написать большую статью, посвящённую произведению, но болезнь и скорая смерть не позволили исполнить задуманное. Воронский назвал роман «хроникой 900-х годов» и сам факт публикации его в журнале «Красная новь» говорил о том об одобрении прочитанного.
Один из коллег Евдокимова, Слёзкин, сравнивая «Колокола» с другими произведениями говорил: «У нас у всех истерика, а у тебя полное спокойствие. Будто утром вышел на берег большого озера. Такая свежесть, тишина». «Правда», в свою очередь, отмечала, что «пытается, и порой успешно, наметить такие органические фигуры рабочего и революционного движения, которые вышли на авансцену современной жизни как сознательные строители Советской России». Селивановский в журнале «Молодая гвардия» указывал на правильную общественную установку и художественную правду романа, Смирнов из «Нового мира» отмечал удачные художественные образы, а Друзин в «Звезде» называл роман ценным вкладом в советскую литературу.
Значительное внимание уделил «Колоколам» и Евдокимову Максим Горький. От главного пролетарского писателя автору достались и негативные оценки: Горький критиковал чрезмерное использование Евдокимовым местных выражений, многочисленные упоминания одних и тех же выразительных деталей в облике персонажей, а главное — неоправданные длинноты, которые он назвал «сугробами слов». Он пожелал Евдокимову найти истинного себя и не бояться краткости изложения. Свои пожелания Горьки излагал в письмах, а на публике всячески хвалил роман.
Публика восприняла роман не менее хорошо. До 1935 года он почти ежегодно переиздавался (вышло семь изданий), а по итогам 1927 года Евдокимов вошёл в число самых популярных писателей Госиздата.
Однако вскоре популярность писателя сошла на нет. Его общественная деятельность и обращение к более массовому жанру привели к фактической травле со стороны критиков. До 1938 года, когда он окончательно отказался от художественных произведений, не было ни года, когда бы его работы не подвергались разгромным, а часто и язвительным, комментариям. Забыл Евдокимова и читатель: даже на родной Вологодчине о нём если и вспоминали, то лишь вскользь, а в романе видели лишь достоверное копирование существовавших в начале века реалий. Роман оставался в забвении до 1980-х годов, более полувека. И только в 1983 году он был переиздан в Архангельске, а затем в 1989 году вышел и в Москве.